# 1776 у літературі

## Книги
- «Пригоди Миколая Досвядчинського» (пол. «Mikołaja Doświadczyńskiego przypadki») — роман Ігнація Красицького.

## П'єси
- «Буря і натиск» — п'єса Фрідріха Максиміліана Клінгера.

## Нехудожні книги
- «Дослідження про природу і причини багатства народів» — праця Адама Сміта.
- «Історія занепаду та загибелі Римської імперії», том I — праця британського історика Едварда Гіббона.
- «Здоровий глузд» — памфлет Томаса Пейна.

## Народились
- 24 січня — Ернст Теодор Амадей Гофманн, німецький письменник.

## Померли
- 25 серпня — Девід Юм, шотландський філософ, історик та економіст.